# شوردهنه دوم
شوردهنه دوم (به ترکی آذربایجانی: İkinci Şordəhnə) یک منطقهٔ مسکونی در جمهوری آذربایجان است که در شهرستان آغ‌داش واقع شده‌است.